# قياس الألوان
قياس الألوان  هو علم يستخدم لقياس ووصف الإحساس اللوني البشري فيزيائيا. وهو مشابه لقياس الضوء الطيفي، ولكنه يتميز باختزال الطيف إلى متغيرات فيزيائية للإحساس اللوني، والتي تكون غالبا هي قيم الحفز الثلاثي XYZ في الفضاء اللوني سي آي إي 1931.

## الأجهزة
الأجهزة المستخدمة لقياس اللون مشابهة لتلك المستخدمة في قياس الضوء الطيفي.
- مقياس قيم الحفز الثلاثي: يقيس قيم الحفز الثلاثي للألوان tristimulus colorimeter.[4]
- مقياس الإشعاعية الطيفية: يقيس الإشعاعية الطيفية المطلقة أو تشعيع المنبع الضوئي.[5] كما يقيس توزيع القدرة الطيفية للمنابع الضوئية.
- مضواء طيفي: يقيس انعكاسية، ونفاذية، والتشعيع النسبي للعينة الملونة.[5][6]
- مقياس اللون هو مقياس الضوء الطيفي يمكنه حساب قيم الحفز الثلاثي.
- مقياس الكثافة البصرية: يقيس درجة مرور الضوء أو انعكاسه من جسم ما.[4]
- مقياس درجة الحرارة اللونية يقيس درجة الحرارة اللونية للمضياء.

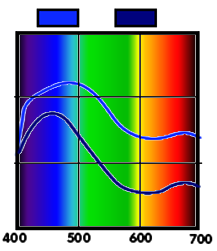
منحنيي انعكاس طيفي. تعكس العينة المقاسة الضوء الأطوال الموجية الأقصر في حين تمتص الأطوال الموجية الأخرى وهذا يعطيها لونا أزرق

### مقياس قيم الحفز الثلاثي
مقياس الألوان في التصوير الرقمي (Digital imaging) هي أجهزة لقياس قيم الحفز الثلاثي تستخدم لمعايرة الألوان. وبروفيلات الألوان تضمن الانسجام أثناء عملية التصوير بدءًا من تلقي الصورة وحتى إخراجها (طباعتها أو إظهارها باستخدام وسائل الإظهار المختلفة).

### مقياس الإشعاعية الطيفية، والمضواء الطيفي، ومقياس اللون
يمكن قياس توزع القدرة الطيفية المطلق للمنبع الضوئي باستخدام مقياس الإشعاعية الطيفية، والذي يعمل بجمع الضوء وتمريره عبر موحد اللون (Monochromator) قبل قراءته في حزم ضيقة من الطول الموجي.
يمكن قياس اللون المنعكس باستخدام المضواء الطيفي حيث يأخذ القياسات في المنطقة المرئية من الطيف (ويمكن تجاوزه قليلا) لعينة ملونة. وإذا أخذت القراءات حسب ما هو متعارف عليه كل 10 نانومتر، فإن مجال الطيف المرئي بين 400-700 نانومتر سيعطي 31 قراءة. تستخدم هذه القراءات لرسم منحني الانعكاس الطيفي للعينة (كم تعكس العينة الضوء المرئي كتابع لطول الموجة)، وهي أكثر المعطيات الدقيقة التي يمكن إيجادها عن خواص العينة.

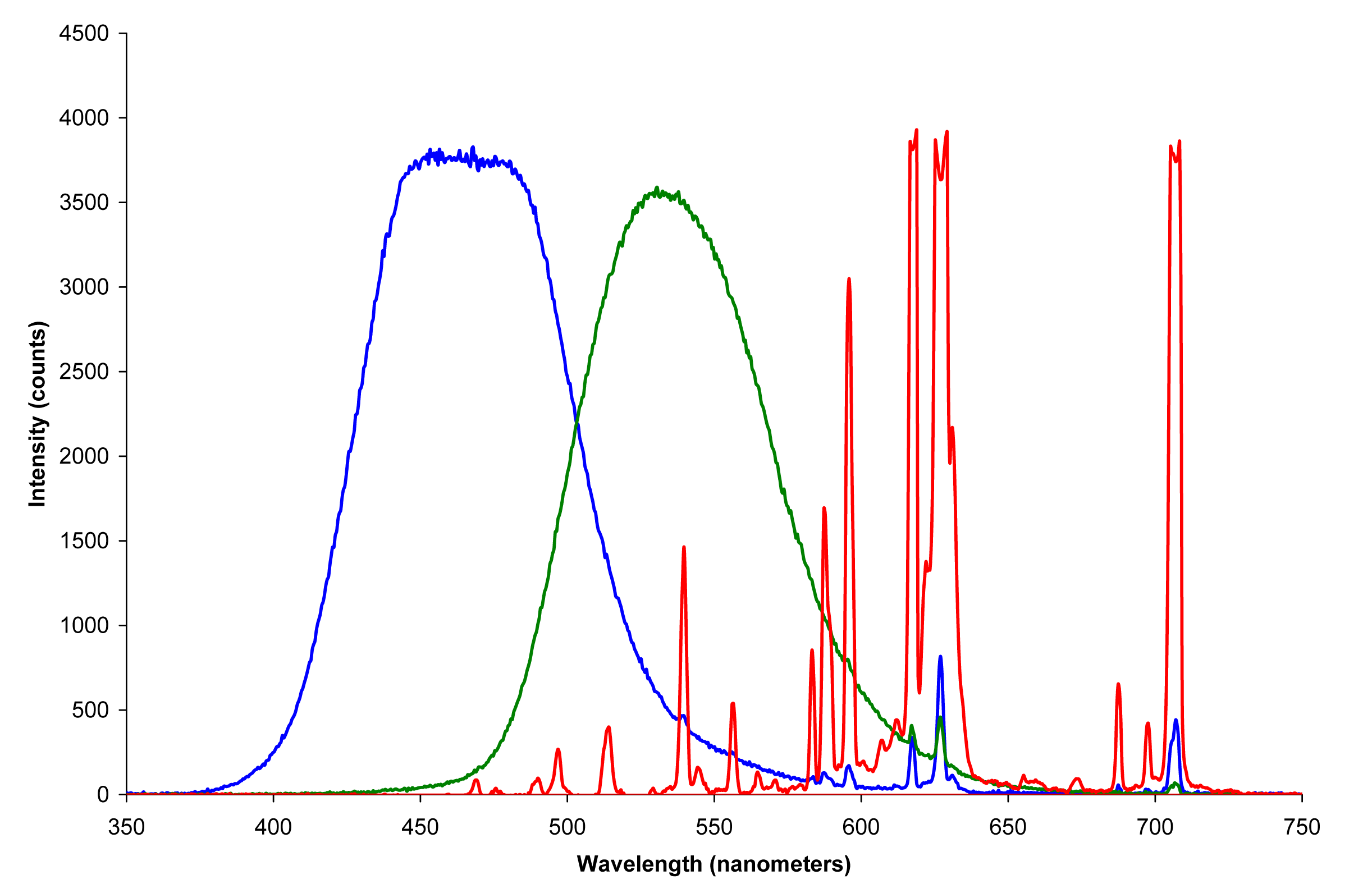
فوسفورات أنبوب الأشعة المهبطية.

تعتبر القراءات غير نافعة بذاتها، وإنما بقيم الحفز الثلاثي التي يمكن تحويلها إلى إحداثيات لونية وتعالج في تحويلات الفضاء اللوني. ويستخدم مقياس اللون لهذا الغرض. فمقياس اللون هو ببساطة مضواء طيفي يمكنه أن يقيس قيم الحفز الثلاثي باستخدام التكامل العددي (من الجداء الداخلي لتوابع المضاهاة اللونية مع توزيع القدرة الطيفية للمضياء).
إحدى مزايا مقياس اللون على مقياس قيم الحفز الثلاثي هي عدم وجود مرشحات بصرية تتباين بحسب المصنع، وهو ذو محني نفاذية طيفية ثابت مع تقدم عمر المقياس. ومن جهة أخرى، فإن مقياس قيم الحفز الثلاثي ذو عمل خاص، وأرخص، وأسهل في الاستخدام.
تنصح هيئة الإضاءة الدولية باستخدام القراءات بقفزات تحت 5 نانومتر، حتى مع الطيف الناعم.

### مقياس درجة الحرارة اللونية

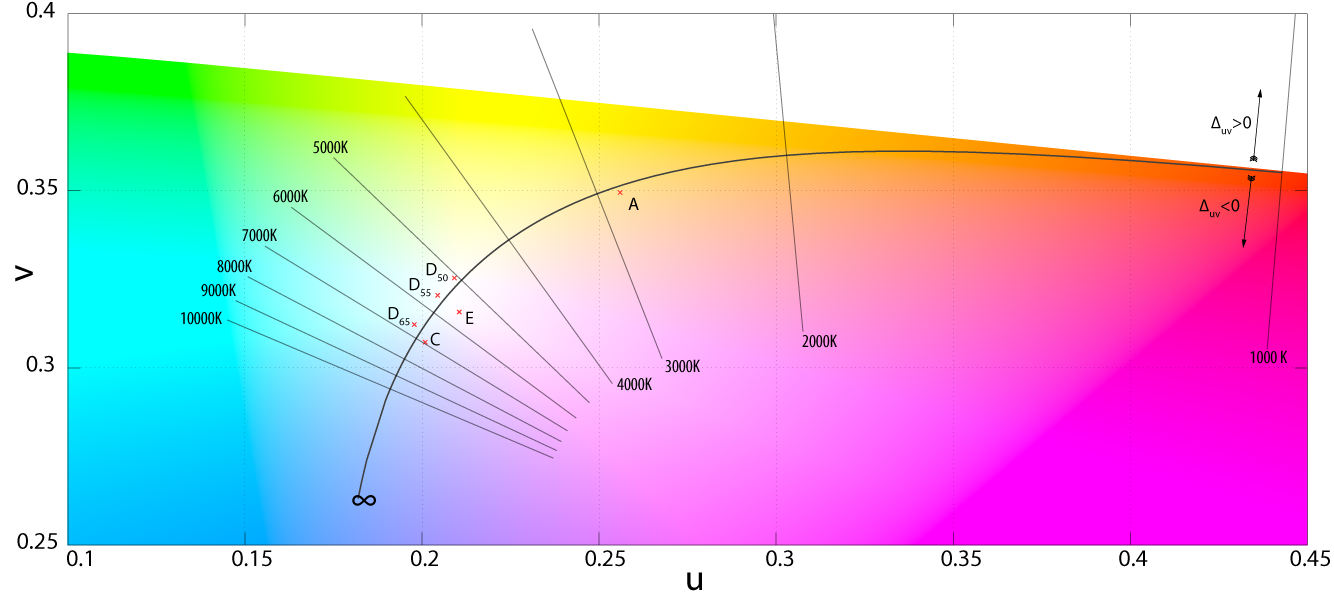
الخطوط العمودية على المنحني هي خطوط درجات الحرارة اللونية المترابطة المتساوية

يستخدم المصورون ومصوري الأفلام المعلومات التي تقدمها هذه المقاييس لكي يحددوا أي التصحيحيات اللونية يجب استخدامها لجعل المنابع الضوئية المختلفة بدرجة حرارة لونية متساوية. إذا أدخل المستخدم درجة الحرارة اللونية المرجعية، فيمكن للمقياس حساب الفرق في المايرد (mired) بين القياس والقيمة المرجعية، مما يمكن المستخدم من اختيار الهلام اللوني (color gel) أو مرشح التصوير الضوئي (photographic filter) بأقرب عامل مايرد.

## اقرأ أيضا
- قياس ضوئي
- قياس الإشعاع
- مقياس التجسيد اللوني